# مریم فکای
مریم فکای (عربی: مريم فكاي؛ زاده ۱۸۸۹ درگذشته ۱۸ ژوئیه ۱۹۶۱) یک خوانندهٔ اهل الجزایر بود.